# Io vorrei... non vorrei... ma se vuoi
Io vorrei… non vorrei… ma se vuoi è un brano musicale scritto nel 1972 da Mogol e Lucio Battisti. Fu pubblicato nell'album Il mio canto libero del novembre 1972.

## Testo
Il testo del brano parla dell'esitazione di un uomo di fronte ad una nuova storia d'amore. Mentre nella strofa il protagonista ricorda con tristezza quando fu abbandonato dalla sua precedente donna, nel ritornello si rassegna all'impossibilità di ostacolare i sentimenti («Come può uno scoglio / arginare il mare?») ed acquista finalmente fiducia.

## Cover
- 1974 -Mick Ronson, titolo Music Is Lethal e testo riscritto in inglese da David Bowie (album Slaughter on 10th Avenue)
- 1982 - Il Coro degli angeli (nome cambiato poi in Tazenda) nell'album Canzoni di Mogol-Battisti (Avventura – ZPLAV 34160)
- 1989 - Mina (album Uiallalla)
- 1993 - Andrea Mingardi (album Sogno)
- 2000 - Tiziana Ghiglioni (album A Lucio Battisti 2)
- 2008 - Gigi D'Agostino (album Suono libero)
- Svetlana Tchernykh canta in russo il brano con il titolo Когда ты одинок